# Adolfino Cañete
Pour les articles homonymes, voir Cañete.
Adolfino Cañete Azcurra, né le 13 septembre 1956 à Asuncion au Paraguay, est un joueur de football international paraguayen, qui évoluait au poste de milieu de terrain.

## Biographie

### Carrière en sélection
Avec l'équipe du Paraguay, il joue 27 matchs (pour 3 buts inscrits) entre 1985 et 1989. 
Il figure dans le groupe des sélectionnés lors de la Coupe du monde de 1986. Il joue 4 matchs lors du mondial : contre l'Irak, le Mexique, et la Belgique lors des phases de poules, puis contre l'Angleterre en huitièmes de finale.
Il participe également aux Copa América de 1987 et de 1989. Il se classe quatrième de la compétition en 1989.

## Palmarès
Ferro Carril Oeste
- Championnat d'Argentine (2) :
  - Champion : 1982 et 1984.